# Anodontostoma
Anodontostoma és un gènere de peixos pertanyent a la família dels clupeids.

## Taxonomia
- Anodontostoma chacunda (Hamilton, 1822)[2]
- Anodontostoma selangkat (Bleeker, 1852)[3]
- Anodontostoma thailandiae (Wongratana, 1983)[4][5][6][7][8][9][10]